# Szlarnik papuaski
Szlarnik papuaski (Zosterops griseotinctus) – gatunek małego ptaka z rodziny szlarników (Zosteropidae). Występuje endemicznie w Papui-Nowej Gwinei – na Luizjadach i kilku wyspach Archipelagu Bismarcka. Nie jest zagrożony wyginięciem.

## Systematyka
Gatunek ten po raz pierwszy zgodnie z zasadami nazewnictwa binominalnego opisał angielski przyrodnik George Robert Gray w 1858 roku na łamach „Proceedings of the Zoological Society of London”. Autor nadał gatunkowi nazwę Zosterops griseotincta, a jako miejsce typowe podał Luizjady, co później uściślono do Duchateau Islands.
Jest to jeden z gatunków Zosterops, których taksonomia uległa zmianie w ostatnich latach. Do niedawna uznawany bywał za jeden gatunek ze szlarnikiem samotnym (Zosterops rennellianus). Ostatnie badania genetyczne wyraźnie wskazują, że jest on niezależnym gatunkiem siostrzanym ze szlarnikiem pustelniczym (Zosterops murphyi).
Różni autorzy wyróżniają od czterech do sześciu podgatunków Zosterops griseotinctus. Międzynarodowy Komitet Ornitologiczny (IOC) wyróżnia ich pięć:
- Z. g. ottomeyeri Stresemann, 1930
- Z. g. eichhorni Hartert, 1926
- Z. g. griseotinctus G.R. Gray, 1858
- Z. g. longirostris E.P. Ramsay, 1879
- Z. g. pallidipes De Vis, 1890

Podgatunek ottomeyeri jest przez niektórych autorów synonimizowany z eichhorni. Z kolei na liście ptaków świata opracowywanej we współpracy BirdLife International z autorami Handbook of the Birds of the World wyróżniany jest jeszcze szósty podgatunek – Z. g. aignani, przez innych synonimizowany z podgatunkiem nominatywnym.

### Etymologia
- Zosterops (Fosterops): gr. ζωστηρ zōstēr, ζωστηρος zōstēros „pas”; ωψ ōps, ωπος ōpos „oko”[11].
- griseotinctus: łac. griseum – „szary”, łac. tinctus – „kolorowy”[12].

## Morfologia
Mały ptak o szpiczastym, zakrzywionym, stosunkowo dużym i długim jasnobrązowym dziobie. Podgatunek nominatywny ma nogi i stopy zielonkawo-łupkowe. Tęczówki jasnoszare. Nie występuje dymorfizm płciowy. Wokół oczu charakterystyczne dosyć duże, białe obrączki oczne, które od strony dzioba są przerwane czarną plamką. Od dzioba do oczu i pod nimi czarniawe zabarwienia. Górna część głowy, kark i grzbiet żółtawo-oliwkowozielone. Policzki, gardło, górne piersi, spód brzucha i pokrywy podogonowe żółte, boki zielonkawożółte. Ogon brązowy z oliwkowymi krawędziami. Młode osobniki nie zostały opisane. Długość ciała 11–12,5 cm. Masa ciała 14 g. Podgatunek Z. g. longirostris jest podobny do nominatywnego z nieco dłuższym dziobem. Z. g. eichhorni jest bardziej zielony w górnych partiach ciała o wyraźniejszych kolorach, ma dziób matowy słomkowożółty, nogi i stopy żółtawobrązowe lub żółtawo-łupkowe. Z. g. pallidipes ma charakterystyczne brudnożółte, żółtawo-rogowe lub szarawe nogi i stopy, nieco dłuższy dziób, ciemniej zabarwiony obszar od dzioba do oczu.

## Zasięg występowania
Zasięg występowania (EOO, Extent of Occurrence) według szacunków organizacji BirdLife International obejmuje około 548 tys. km². Poszczególne podgatunki szlarnika papuaskiego zamieszkują:
- Z. g. ottomeyeri – wyspa Nauna (północno-zachodnia część Archipelagu Bismarcka),
- Z. g. eichhorni – Archipelag Bismarcka – Long Island, Crown Island, Tolokiwa i Nissan Island,
- Z. g. griseotinctus – Archipelag Luizjady (Misima, Deboyne, Duchateau i Conflict),
- Z. g. longirostris – na kilku wyspach w pobliżu najbardziej na południowy wschód wysuniętych części Nowej Gwinei – Logea Island i Bonvouloir Islands; także na Alcester Island (na południe od wyspy Woodlark),
- Z. g. pallidipes – Rossel Island we wschodniej części Luizjadów.

## Ekologia
Gatunek ptaka, którego habitatem są obrzeża lasów i lasy wtórnego wzrostu. Dieta tego gatunku składa się głównie z owoców, przede wszystkim fig i dojrzałej papai oraz z jagód. Zjada także owady, nasiona i nektar.

### Rozmnażanie
Sezon lęgowy przypada na sierpień (opisany jest tylko dla podgatunku Z. g. eichhorni). Gniazdo w postaci niewielkiej otwartej miseczki zbudowane jest z korzonków, drobnych traw, czasem mchu i wełny. Wyścielone jest drobnymi źdźbłami traw, czasami kawałkami drewna, kawałkami kory lub kokonami owadów. Gniazdo umieszczone jest w rozwidleniu gałązek na wysokości około 3 m nad ziemią. W lęgu 2 bladoniebieskie jaja o wymiarach 17,3–19,6 na 13–14 mm (podgatunek nominatywny) i 18–20 na 14–14,6 mm (podgatunek Z. g. eichhorni).

## Status zagrożenia
W Czerwonej księdze gatunków zagrożonych Międzynarodowej Unii Ochrony Przyrody szlarnik papuaski jest klasyfikowany jako gatunek najmniejszej troski (LC, ang. Least Concern)). Liczebność populacji nie została oszacowana, ale gatunek ten jest pospolity w dużej części obszarów jego występowania.